# 西番莲
西番莲，又名西番蓮、熱情果、雞蛋果，產於美洲的熱帶及亞熱帶地區。原產於巴西，巴拉圭，1610年間傳入歐洲西番莲的果汁常被用作香料，加在其他果汁中。

## 名稱
百香果自西班牙语转译至英语称passion fruit，意即「受难果」，「百香果」這個名稱實際上是「passion」一字为音译。當時西班牙傳教士發現其花的形狀極似基督之十字架刑具，柱頭上3個分裂，極似3根釘，花瓣紅斑、恰似耶穌頭部被荊棘刺出血形象，5個花葯，恰似釘子或傷痕。西班牙人以Passioflos名之，直譯為受難花（Passion Flower）。但英语中passion一词还有「热情」之意，故也常被誤译为「热情果」，與原意無關。Passiflora，大約在西元1700年，此名稱在巴西的西班牙傳教士向原住民傳教的教材中提到。
西番莲的花有五片花萼和五片花瓣，白色花瓣像時鐘的鐘面，由紫色轉白色的絲狀放射副花冠如像時鐘之刻痕。雄蕊5枝，像鐘上的字盤，雌蕊花柱3歧，柱頭3裂，像鐘上的時針、分針、秒針；所以在日本稱為時計果。
此果在中文地區的常见不同名稱：
- 台灣：百香果，因台灣於1907年由日本人田代安定從石川植物園引進，野化，所以也稱時計果（台語，sî-kè-kó），時鐘瓜（台語，sî-tsing-kue），客家人稱tokeisō（時計草日語音）。
- 中國大陸：西番莲、热情果、百香果、雞蛋果。
- 香港：熱情果、百香果、西番果、巴西果（但巴西堅果也被稱為巴西果，易混淆）。

## 營養
生百香果含有73%的水分、22%的碳水化合物、2%的蛋白質與0.7%的脂肪（見表）。每100克（3.5盎司）的生百香果提供97卡路里的熱量，是維生素C（33%每日攝入量）的豐富來源（指比每日攝入量的20%更多），也是核黃素與鉀的中等來源（10-19%每日攝入量）（見表）。其他微量營養素的含量不顯著。

## 圖片

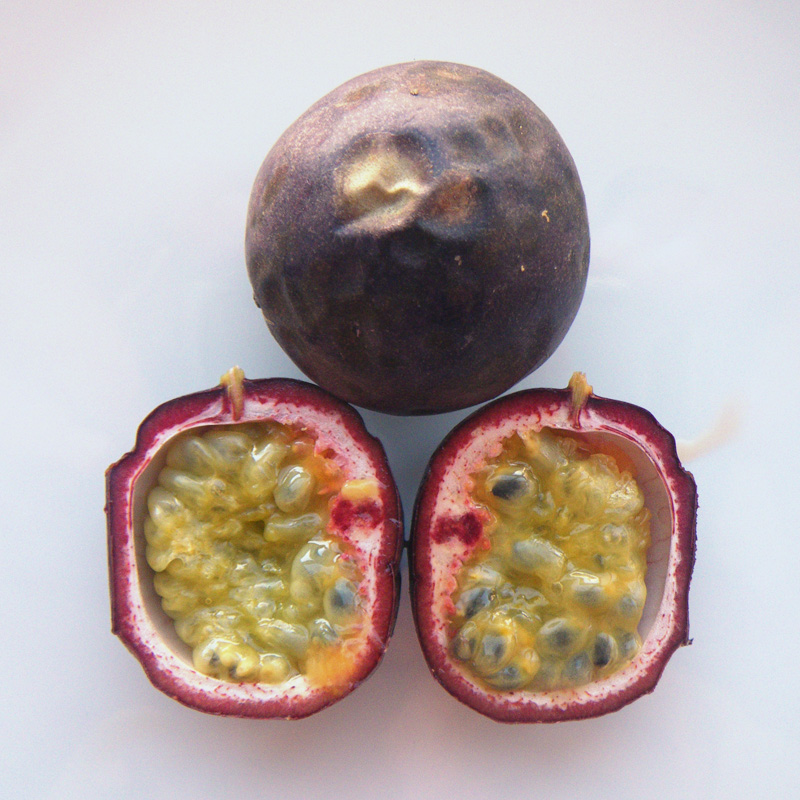
紫色種百香果
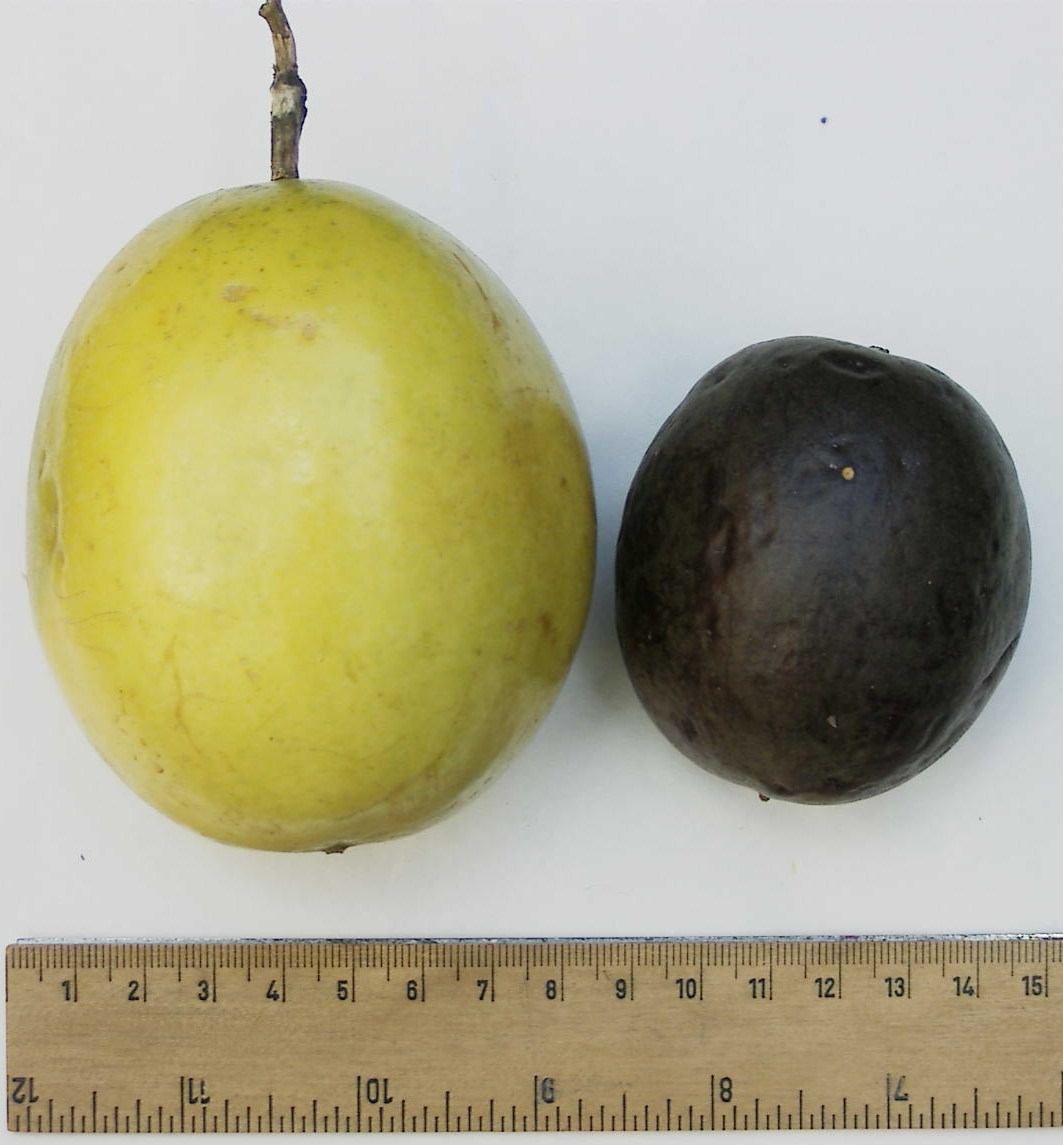
紫色種與黃色種對照圖
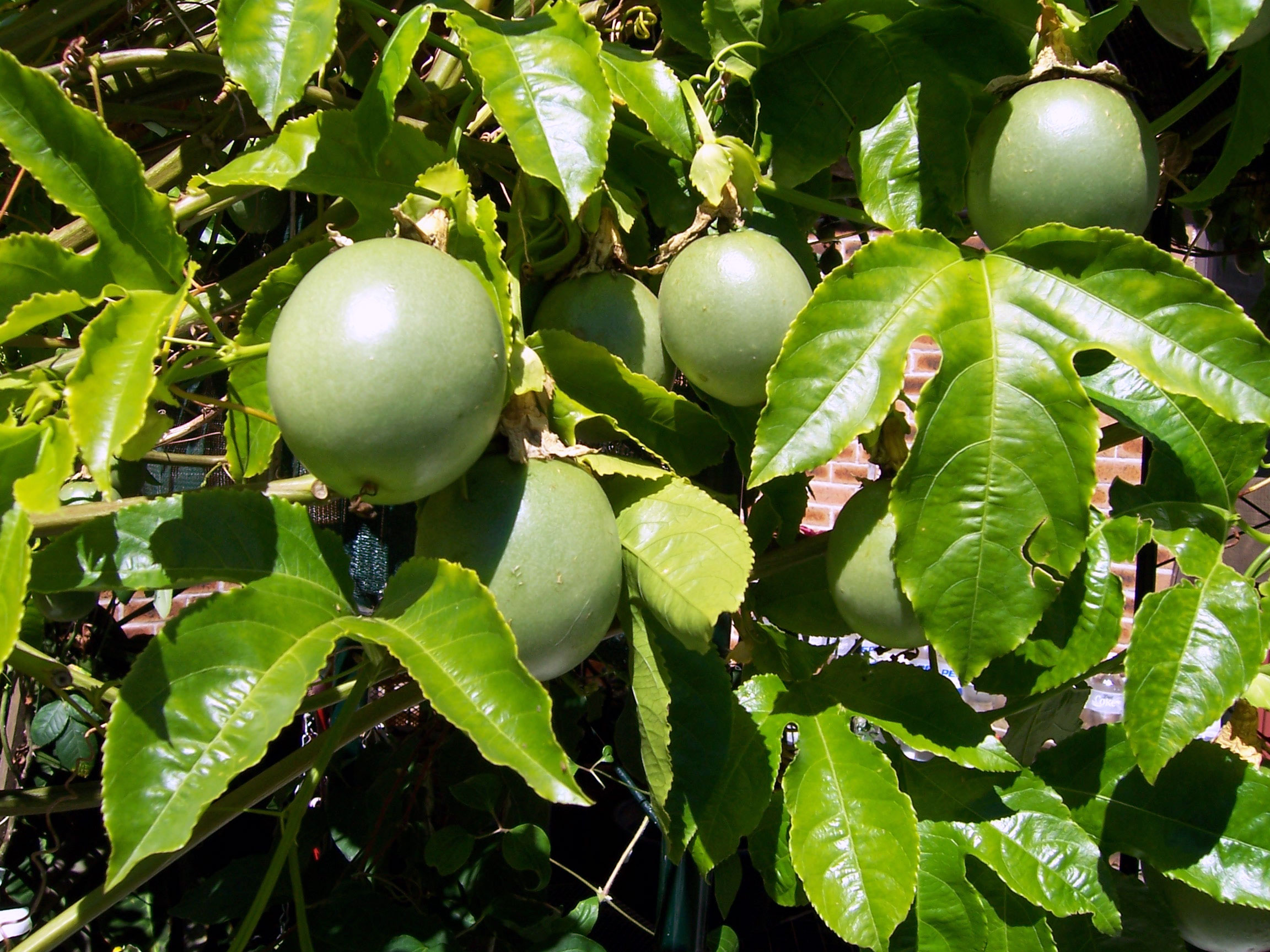
掛在藤蔓上的未熟果
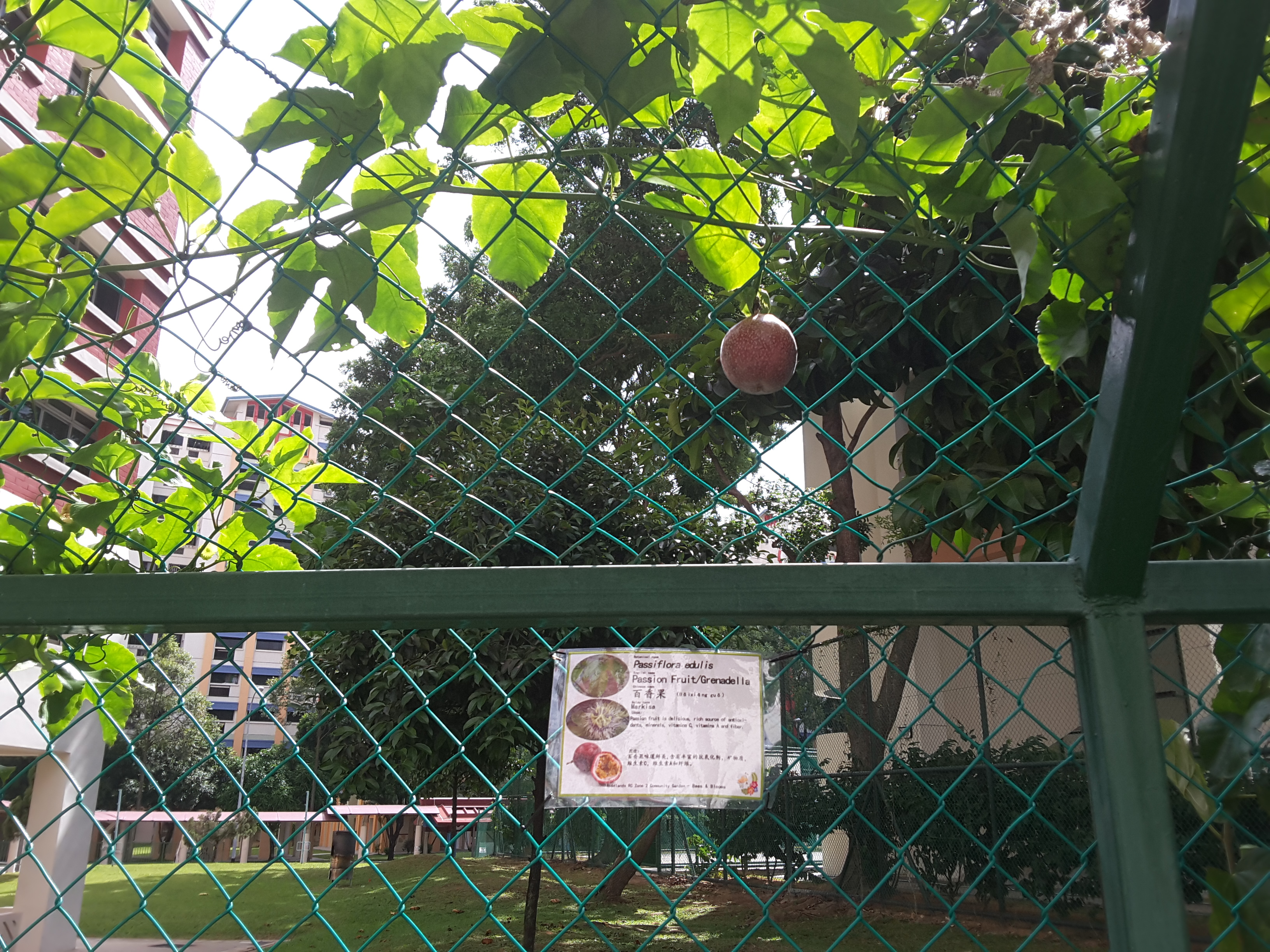
新加坡的一株百香果樹

## 其他
- 甜百香果

## 延伸阅读
[在维基数据编辑]
 《植物名實圖考·西番蓮》，出自吳其濬《植物名實圖考》